# 西德尼·法伯
西德尼·法伯（Sidney Farber，1903年9月30日—1973年3月30日），美国儿科病理学家，因发明使用叶酸拮抗剂治疗白血病的方法而被誉为现代化学疗法的奠基者。
为纪念西德尼·法伯对医学的贡献，哈佛大学丹娜—法伯癌症研究所即以西德尼·法伯的姓氏命名。

## 早年
西德尼·法伯1903年生于美国纽约州布法罗的一个犹太人家庭，在家中14个孩子里排第三。1923年，于布法罗大学取得学士学位。当时，美国医学院一般不录取犹太人学生。因此，能熟练使用德语的西德尼决定前往德国攻读医学学位。于弗赖堡大学与海德堡大学完成医学学位的第一年课程后，西德尼因学术表现优秀，得以进入哈佛大学医学院学习。1927年，西德尼获得哈佛大学医学院的医学学位。1929年，他成为了哈佛大学医学院的一名病理学讲师兼波士顿儿童医院病理医师。

## 学术生涯
1946年，西德尼获任命为波士顿儿童医院的儿童医学中心，在任期间创建了一所儿科病理学研究所。1947年，获任命为波士顿儿童医院首席病理学家；1948年起，兼任哈佛大学病理学教授。在西德尼的整个学术生涯中，他共出版超过270部著作，其中1937年出版的《尸检》（The Postmortem Examination）等一部分著作中今天仍然经常得到研读。
作为儿科病理学家，西德尼的研究领域横跨囊性纤维化、乳糜泻、新生儿呼吸窘迫综合征、东部马脑炎、嗜酸性肉芽肿，胎粪肠梗阻和婴儿猝死症。因对儿科病理学的贡献，西德尼被誉为儿科病理学的奠基人之一。
20世纪40年代西德尼的一系列工作开创了现代化学疗法的先河。当时，急性淋巴性白血病还是一种不治之症，人们对这种病的发病机制也知之甚少。西德尼发现叶酸对癌变后的淋巴细胞增殖至关重要之后，决定尝试用一种叶酸拮抗剂氨基蝶呤治疗白血病。1947年，西德尼在16名患儿身上进行了临床试验，结果表明10名患儿的病症得到了暂时性的缓解。当时，这项工作并未受到广泛赞誉，许多研究者不相信西德尼的发现。之后，西德尼又进行了一系列临床前研究与临床试验，最终论证了他发现的正确性。因为这项贡献，当代一般认为西德尼是现代化学疗法之父。
此外，西德尼对肾母细胞瘤的研究也有贡献。他发现放线菌素与术后放疗都对治疗肾母细胞瘤有效。1952年，他还发现了一种溶小体储积症。这种疾病后来根据他的姓氏命名为法伯病。

## 病逝
1973年3月30日，西德尼在办公室工作时因心搏停止病逝。享年69岁。

## 家庭
西德尼·法伯的兄长马文·法伯是名哲学家，曾任布法罗大学教授。西德尼·法伯的妻子诺玛·法伯是一名诗人、儿童书作家。